# Raven (Illinois)
Raven és una àrea no incorporada al municipi de Prairie, al comtat d'Edgar, Illinois, Estats Units. Raven és a 7 milles (11 km) a l'est de Chrisman.